# Some Mad Hope
Albums de Matt Nathanson
Beneath These Fireworks
(2006)
Some Mad Hope est le 6e album du chanteur et compositeur Matt Nathanson. Il a été enregistré en 2007 et est sorti la même année.

## Liste des titres
| No  | Titre                           | Durée |
| --- | ------------------------------- | ----- |
| 1.  | Car Crash                       | 3:28  |
| 2.  | Come On Get Higher              | 3:34  |
| 3.  | Heartbreak World                | 3:34  |
| 4.  | Gone                            | 3:31  |
| 5.  | Wedding Dress                   | 4:00  |
| 6.  | Bulletproof Weeks               | 4:06  |
| 7.  | To the Beat of our Noisy Hearts | 3:04  |
| 8.  | Still                           | 3:51  |
| 9.  | Detroit Waves                   | 3:18  |
| 10. | Falling Apart                   | 3:28  |
| 11. | Sooner Surrender                | 4:09  |
| 12. | Forever and Almost Always       | 4:31  |
| 13. | All We Are                      | 3:39  |